# Corny Thompson
Cornelius Allen "Corny" Thompson (Middletown, Connecticut, 5 de febrero de 1960) es un exbaloncestista estadounidense cuya carrera deportiva se desarrolló casi en su totalidad en distintos clubes de Europa. Es especialmente recordado como uno de los artífices de la conquista del título de campeón de Europa de 1994 por el Joventut de Badalona; Thompson anotó la canasta con la que se decidió el partido final de aquel torneo. Con 2,01 metros de altura, jugaba en la posición de pívot.
Es considerado como uno de los precursores del baloncesto moderno en Europa; fue distinguido por la Euroliga como uno de los cien jugadores que en mayor medida habían contribuido al crecimiento de esta institución en sus primeros cincuenta años de historia.

## Carrera

### Inicios
Corny se inicia en el mundo del baloncesto a la edad de 8 años en su ciudad natal, Middletown en el estado de Connecticut. Al principio simplemente se dedicaba a jugar al baloncesto por pasar el rato y porque el resto de los niños de su edad le decían que era lo que debía hacer debido a su altura. Antes de ingresar en el instituto Corny ya medía casi dos metros, y se esperaba que durante el mismo creciera aún más, aunque a la postre solamente ganó unos pocos centímetros hasta llegar a la altura de 2,02.
Durante sus años de instituto, Thompson coincidió con el entrenador Tom Labella, quien en palabras del propio Corny fue probablemente el entrenador que más le influyó en su carrera, y bajo cuyas órdenes consiguió varios récords individuales que todavía a día de hoy siguen vigentes en su instituto y que le llevaron junto al resto de sus compañeros del Middletown a conseguir una impresionante racha de 76 triunfos consecutivos convirtiéndose en uno de los mejores high school de los Estados Unidos en lo que a baloncesto se refiere y consiguiendo 3 campeonatos estatales consecutivos.

### Universidad
Tras todo esto, Corny no tuvo problemas para conseguir una beca para jugar en la reconocida Universidad de Connecticut en los prestigiosos UConn Huskies. Sus 4 años de etapa universitaria fue el jugador más destacado del equipo, hasta tal punto que la Universidad decidió incluirle en su lista de jugadores más destacados del siglo (UConn Basketball All Century Team).
Corny finalizó el siglo xx como el jugador que más tiros libres había convertido en la historia de la Universidad de Connecticut, además de ser el 5º en el total de puntos anotados. A su vez se le recuerda por su capacidad reboteadora pues fue el líder del equipo en dicha faceta durante los 4 años que militó en sus filas.

### Profesional

#### NBA
Resultó elegido en la cuarta posición de la 3ª ronda (lugar 50 en el global) del Draft de la NBA de 1982 por los Dallas Mavericks, justo un puesto por detrás de Steve Trumbo con el que a la postre se enfrentaría en numerosas ocasiones en Europa.
Su salto al baloncesto profesional se da en la temporada 1982-83 en las filas del equipo que había adquirido sus derechos poco antes: los Dallas Mavericks. A la postre su paso por la NBA resultó efímero, pues tan solo disputó dicha temporada con unos números muy discretos: 44 partidos jugados, 11,8 minutos, 2,8 puntos y 2,7 rebotes por partido.

#### CBA
Pese a que el jugador inició la temporada 1983-84 como integrante de la plantilla de Dallas Mavericks, una grave lesión de rodilla que a punto estuvo de poner fin a su carrera hizo que el conjunto tejano le cortara antes incluso de iniciarse la temporada regular de la NBA. Justo antes de terminar la campaña 83-84, Thompson regresó a las pistas para jugar la recta final del campeonato de la CBA con los Detroit Spirits donde coincidió con un histórico de dicha competición: Tico Brown y donde los pocos partidos que disputó demostró estar recuperado de su lesión promediando 15 puntos y 10 rebotes por partido.

#### Italia
Tras descartar definitivamente la opción de continuar en la órbita del baloncesto estadounidense, Thompson se decide a dar el salto a Europa recalando en el Pallacanestro Varese de la Liga Italiana, donde rápidamente se convierte en un ídolo para la afición local merced a sus excelentes números durante las 6 temporadas que permaneció en el equipo en la que tuvo unos promedios superiores a los 20 puntos y 10 rebotes por partido.
Pese a que durante las 6 temporadas que permaneció en Varese coincidió con jugadores de la talla de Larry Micheaux, Mark Acres o Stefano Rusconi, nunca consiguió ganar ningún título oficial en Italia aunque varias veces se quedó a las puertas de lograrlo proclamándose subcampeón de la Copa Korac en 1985, de la Copa de Italia en 1985 y 1988 y de la LEGA en 1990.

#### España
En la temporada 1990-91 ya con 30 años cumplidos, Thompson llegó a Badalona para fichar por el Montigala Joventut, equipo que por aquellos entonces luchaba por disputar la supremacía de la liga ACB al Real Madrid y al FC Barcelona. En el equipo coincidió con jugadores de la talla de Harold Pressley o Jordi Villacampa y desde el principio fue uno de los factores determinantes en lograr que el Joventut se proclamara campeón de la ACB de aquella temporada. Su mejor momento de juego coincidió con la disputa de la final de la liga en la que por primera vez en la historia se designó al MVP de la misma, recayendo en él tal honor.
La temporada 1991-92 se inició con el subcampeonato del Open McDonald's en la histórica final perdida contra los Lakers por 116-114. La temporada avanzaba con el equipo mostrándose muy sólido y siendo favorito a todos los título pero acabó con un sabor agridulce para él jugador pues fue en la que el Joventut estuvo a punto de proclamarse campeón de Europa por primera vez en su historia. Solo un triple de Aleksandar Djordjevic del Partizan de Belgrado en el último segundo de la final disputada en Estambul privó a Thompson de hacerse con el título de campeón. El Joventut supo sobreponerse a aquel golpe y ese mismo año revalidaba su título de campeón de la ACB con Thompson como uno de los principales artífices del éxito. La final se disputó frente al Real Madrid y fue necesario llegar al quinto partido de la misma disputado en el pabellón Olímpico de Badalona en el que el norteamericano fue el máximo anotador del mismo con 20 puntos
En la temporada 1993-94, el jugador se hizo con el título más importante de todos los que consiguió en su carrera. El Joventut volvió a llegar a la final de la Copa de Europa dos años después del subcampeonato de Estambul con Željko Obradović en el banquillo, precisamente el mismo entrenador que había dirigido al KK Partizan en la final anterior. En esta ocasión la final se disputó en Tel-Aviv ante el conjunto griego del Olympiacos BC. Tras un partido que fue muy igualado, en el que Corny además no había tenido una actuación excesivamente destacada, a falta de 19 segundos para el final del mismo cuando el resultado era de 56-57 a favor del conjunto heleno, consiguió una de las canastas más importantes de toda su carrera y por la que sería recordado como el héroe de aquella final a partir de entonces al anotar el triple que a la postre daría la victoria al Joventut por 59-57 y que en la propia página web del club verdinegro se define como "el más valioso de toda la dilatada historia del Joventut"
Tras dar por finalizada su etapa como jugador del Joventut, club en el que se le recuerda como un mito y uno de los profesionales más queridos de todos los que han militado en sus filas, Thompson firmó por el Baloncesto León al inicio de la temporada 1994-95, club en el que a la postre jugaría sus dos últimos años como profesional y donde se ganó el apelativo de "el abuelo" y del que se despidió tras la conclusión de la temporada 1995-96 tras finalizar la misma con unas medias de 15 puntos y 8 rebotes por partido.

## Tras la retirada
Una vez se confirmó su retirada de la práctica activa del baloncesto, Thompson regresó a su Connecticut natal para formar parte del personal técnico del Connecticut Pride de la CBA en calidad de entrenador asistente. Con este equipo consiguió hacerse con el título de campeón de la CBA en la temporada 1998-99. Tras cuatro temporadas en el equipo y después de que la CBA se diera oficialmente por desaparecida en 2001 el exjugador aceptó una oferta del Trotamundos de Carabobo de la liga venezolana en la que fue su primera experiencia como primer entrenador de un equipo profesional
Posteriormente Thompson paso a convertirse en uno de los directores del Middlesex Rage BC, un club de baloncesto de su ciudad natal dedicado a la formación de jóvenes talentos.

## Perfil como jugador
Thompson ocupaba la posición de Ala-Pívot. Pese a su escasa altura y que sus condiciones atléticas no eran demasiado espectaculares, siempre supo utilizar su gran corpulencia para rendir de una forma excelente como defensor y reboteador durante toda su carrera. Además contaba con un gran repertorio de movimientos que le permitía anotar con facilidad en la zona contraria lo que unido a un muy efectivo tiro de 3 puntos hicieron que siempre tuviera unas medias de anotación muy elevadas en todos los equipos en los que militó. También contaba con una gran visión de juego siendo un jugador muy carismático con una alta capacidad de liderazgo y muy querido por todas las aficiones de los clubes en los que jugó.

## Estadísticas de su carrera en la NBA

### Temporada regular
| Año     | Equipo | PJ | PT | MPP  | %TC  | %3P | %TL  | RPP | APP | ROB | TPP | PPP |
| ------- | ------ | -- | -- | ---- | ---- | --- | ---- | --- | --- | --- | --- | --- |
| 1982-83 | Dallas | 44 | 2  | 11.8 | .314 | -   | .783 | 2.7 | .8  | .3  | .2  | 2.8 |
| Total   | Total  | 44 | 2  | 11.8 | .314 | -   | .783 | 2.7 | .8  | .3  | .2  | 2.8 |

## Logros y reconocimientos
Montigalà Joventut
- 2 Ligas ACB (1991, 1992).
- 1 Euroliga (1993-94).
- MVP Final ACB (1991).

### Reconocimientos
A finales de 2006 la Universidad de Connecticut designó a los 16 Huskies of Honor, galardón que reconocía a las 16 personas, entrenadores y jugadores, más importantes en la historia de la sección de baloncesto de la UCONN. Entre jugadores como Donyell Marshall, Ray Allen o Richard Hamilton entre otros, se encontraba Corny Thompson que además también fue designado integrante del UConn All-Century Team que distinguió a los 25 mejores jugadores del siglo xx de la misma universidad, en una ceremonia que tuvo lugar el 5 de febrero de 2007 en el descanso del encuentro que enfrentó a las universidades e Connecticut y Syracuse.
Con motivo del 50 aniversario de la creación de la Euroliga, esta institución confeccionó una lista en la que se incluían las 130 figuras, 20 entrenadores, 10 árbitros y 100 jugadores, que a juicio de la propia institución más habían contribuido a engrandecer a la misma en toda su historia. Corny Thompson fue uno de los jugadores incluidos en dicha lista por sus aportaciones dentro del baloncesto FIBA durante toda su carrera.
La propia Euroliga, en marzo de 2008 homenajeó a los jugadores y técnicos históricos del Club Joventut de Badalona con algún título europeo o nacional en su palmarés entre los que se encontraba el baloncestista de Connecticut, en un acto celebrado en el descanso del partido que enfrentó al DKV Joventut y al BC Khimki de Copa ULEB.